# Xiashan

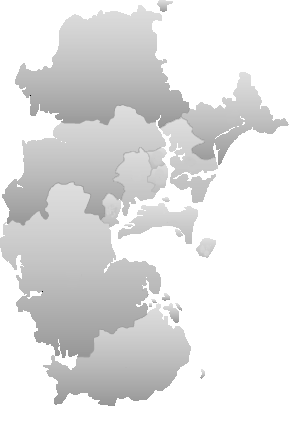
Lage des Stadtbezirks Xiashan im Gebiet der bezirksfreien Stadt Zhanjiang

Der Stadtbezirk Xiashan (霞山区,  Xiáshān Qū) ist ein Stadtbezirk in der chinesischen Provinz Guangdong. Er gehört zum Verwaltungsgebiet der bezirksfreien Stadt Zhanjiang. Xiashan hat eine Fläche von 117 Quadratkilometern und zählt 625.225 Einwohner (Stand: Zensus 2020).

## Administrative Gliederung
Auf Gemeindeebene setzt sich der Stadtbezirk aus zwölf Straßenvierteln zusammen. 